# Bragantina (tiểu vùng)
Bragantina là một tiểu vùng thuộc bang Pará, Brasil. Tiều vùng này có diện tích 8711 km², dân số năm 2007 là 328777 người.